# 宮城県道16号石巻鹿島台色麻線
宮城県道16号石巻鹿島台色麻線（みやぎけんどう16ごう いしのまきかしまだいしかません）は、宮城県石巻市から同県加美郡色麻町に至る県道（主要地方道）である。

## 概要
宮城県の沿岸部と内陸部を結ぶ動脈のひとつである。1971年に主要地方道に指定され、1972年（昭和47年）3月17日、それまでの県道石巻鹿島台線、大衡鹿島台線を統合する形で県道に認定された。当時の起点は石巻市蛇田字芋殻（現、蛇田中央土地区画整理組合事業地内）、終点は大衡村伝井沢、重要な経過地として志田郡鹿島台町（現、大崎市鹿島台）、黒川郡大郷町が告示されている。
平成に入ってから石巻市蛇田地内（金津町 - 五軒屋敷間）に蛇田バイパスが建設され、起点が現在地（蛇田交差点）に変更された。この区間は国道108号のバイパスとしてだけではなく、三陸沿岸道路を介して仙台へ、牧山道路を介して牡鹿半島へとつながる連絡路の役割も担っている。また、周囲では土地区画整理事業が進行中で新市街地が形成されつつある。
2019年（平成31年）3月29日付の宮城県公報にて、従来の県道16号石巻鹿島台大衡線と県道148号本町大衡線とが統合され、新たに県道16号「石巻鹿島台色麻線」として路線認定がなされた。

### 路線データ
- 起点：石巻市[3]
- 終点：加美郡色麻町[3]
- 実延長：42,345.7 m[4]

## 歴史
- 1971年（昭和46年）6月26日 - 建設省により県道石巻鹿島台線及び大衡鹿島台線が「石巻鹿島台大衡線」として主要地方道に初めて指定される。[5]
- 1972年（昭和47年）3月17日 - 宮城県が主要地方道昇格に伴う路線の再編成の一環として、従来の「県道大衡鹿島台線」と「県道石巻鹿島台線」を廃止し、「石巻鹿島台大衡線」として認定[1]。

- 1993年（平成5年）
  - 5月11日 - 建設省から、県道石巻鹿島台大衡線が石巻鹿島台大衡線として主要地方道に指定される[6]。
  - 10月19日 - 県道番号が決定[7]され、従前の主要地方道32号[8]から、県道16号に変更される。（12月1日より施行）

- 2019年（平成31年）3月29日 - 県道16号「石巻鹿島台色麻線」を路線認定。同時に従来の県道16号「石巻鹿島台大衡線」及び県道148号「本町大衡線」が路線廃止。従前の「石巻鹿島台大衡線」及び「本町大衡線」を引き継ぐ形で道路区域決定[2]。

## 路線状況

### 重複区間
- 国道108号（石巻市茜平二丁目 - 同市蛇田字菰継）
- 宮城県道150号鳴瀬南郷線（遠田郡美里町二郷字佐野六号 - 同郡同町二郷佐野四号）
- 宮城県道146号小牛田松島線（黒川郡大郷町大松沢字相ノ田 - 同郡同町大松沢字築道西）
- 宮城県道56号仙台三本木線（黒川郡大衡村駒場字深待 - 同郡同町駒場字上推路）

### 交通量[9]
令和３年度・12時間交通量
- 石巻市蛇田小斎 - 5,607台
- 東松島市大塩五台下 - 8,598台
- 大崎市鹿島台平渡銭神 - 7,324台
- 大崎市鹿島台深谷字南堀篭 - 4,399台
- 大衡村駒場下宮前 - 2,494台

## 地理,

### 通過する自治体
- 石巻市
- 東松島市
- 遠田郡美里町
- 大崎市
- 黒川郡
  - 大郷町
  - 大衡村
- 加美郡色麻町

### 交差する道路
- 国道45号（石巻市蛇田・起点）

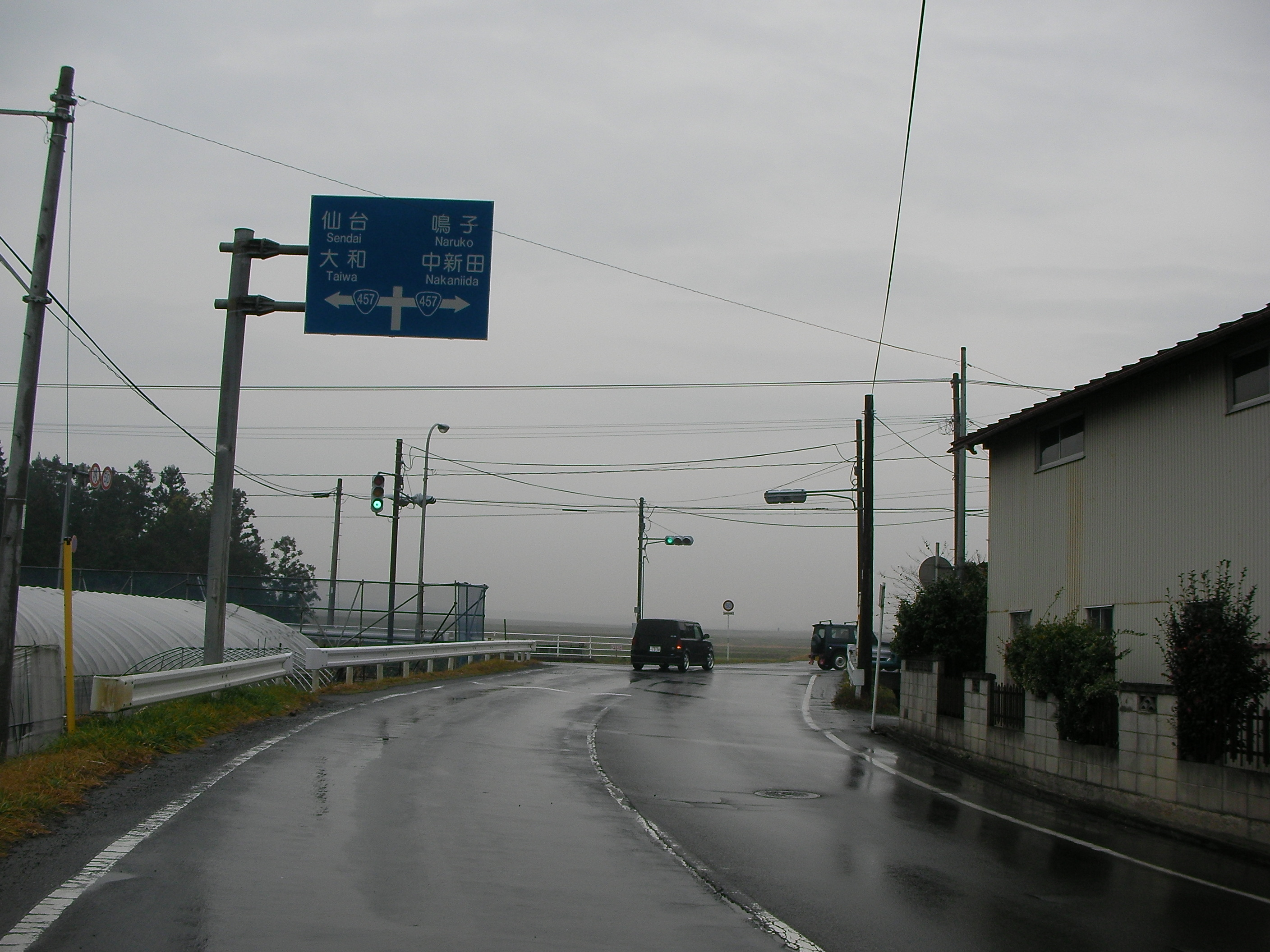
終点の国道457号との交点（撮影当時は県道148号本町大衡線）

- 三陸沿岸道路（矢本石巻道路）石巻河南IC（石巻市蛇田）
- 国道108号（石巻市茜平）
- 国道108号（石巻市蛇田）
- 宮城県道265号河南石巻港インター線（石巻市須江）
- 宮城県道43号矢本河南線（東松島市大塩）
- 宮城県道204号河南鳴瀬線（東松島市大塩）
- 宮城県道150号鳴瀬南郷線（遠田郡美里町二郷）
- 宮城県道150号鳴瀬南郷線（遠田郡美里町二郷）
- 国道346号（大崎市鹿島台木間塚）
- 宮城県道19号鹿島台高清水線（大崎市鹿島台平渡）
- 宮城県道149号鹿島台停車場線（大崎市鹿島台平渡）
- 宮城県道60号鹿島台鳴瀬線（大崎市鹿島台平渡）
- 宮城県道242号大迫松山線（大崎市鹿島台大迫）
- 宮城県道146号小牛田松島線（黒川郡大郷町大松沢）
- 宮城県道40号利府松山線（黒川郡大郷町大松沢）
- 宮城県道56号仙台三本木線（黒川郡大衡村駒場）
- 宮城県道56号仙台三本木線（黒川郡大衡村駒場）
- 宮城県道261号大衡駒場線（黒川郡大衡村駒場）
- 国道4号（黒川郡大衡村大衡）
- 国道457号（加美郡色麻町大・終点）